# 阿里尔·卡斯特罗绑架案
阿里尔·卡斯特罗绑架案，又称克利夫兰绑架案，是一组发生在美国俄亥俄州克利夫兰市特拉蒙特区的性奴绑架案件。本案件在2013年5月6日被发现并侦破。
案件先后发生在2002年到2004年间，共有三名女子先后被绑架并沦为性奴，其中，阿曼达·贝利在被俘虜期間生下了一个女孩。三名女子被罪犯阿里尔·卡斯特罗监禁在罪犯自己的家中，直到2013年5月6日才趁机在邻居的帮助下逃出。
罪犯阿里尔·卡斯特罗最终因为四起非法拘禁和三起强奸罪名被判处超过1000年的有期徒刑，不得假释。审判下达一個月後，阿里尔·卡斯特罗在监狱里上吊自杀。

## 案件起源

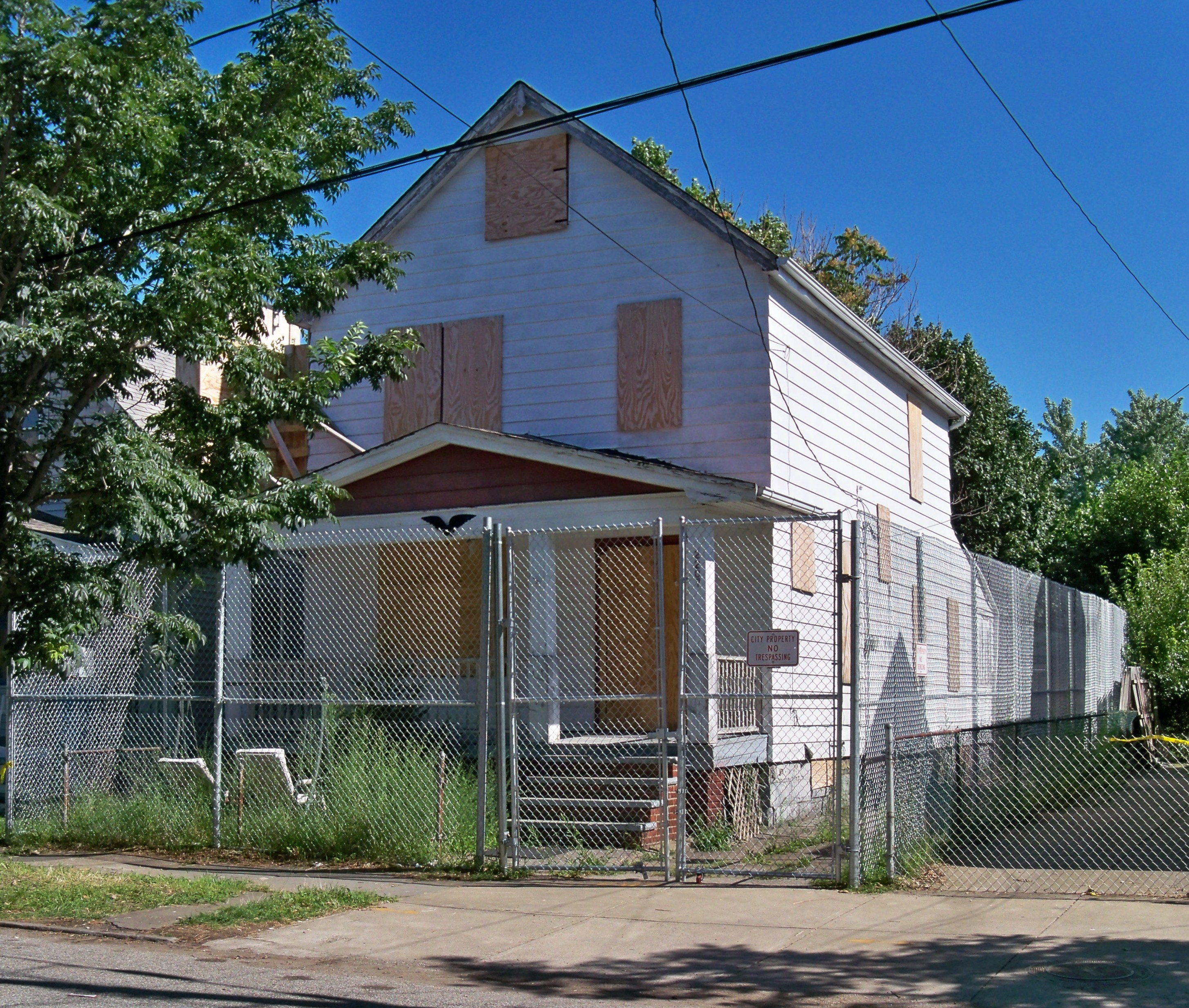
卡斯特罗在赛莫尔大道2207号的家

### 卡斯特罗
阿里尔·卡斯特罗是一名波多黎各籍移民，他的父母在他幼年时期离了婚，随后他的母亲带他来到美国本土，最终在克利夫兰定居。
卡斯特罗与前妻格瑞米尔达·费觉罗娅曾育有孩子，据费觉罗娅的家人说，卡斯特罗有过家暴史。费觉罗娅的姊妹艾丽达·卡拉巴洛及艾丽卡的丈夫弗兰克称费觉罗娅正是因为卡斯特罗的家暴才导致其身上有过包括鼻子、肋骨、手臂在内的多处骨折，并患上了脑血栓，进一步滋生脑瘤。
费觉罗娅后来离开了卡斯特罗并获得了孩子的抚养权，在此之后卡斯特罗仍持续长期骚扰过费觉罗娅。2012年，费觉罗娅最终死于脑瘤。
卡斯特罗曾是一名当地校车司机，然而教方最终解雇了他，称其“管控能力不足”，指出他曾经有在校车上仍有孩子的情况下非法掉头、占据校车为私用、把孩子丢在校车上自己去吃午饭等行为。
卡斯特罗通过假称愿意让受害人搭车，随后引诱她们进入自己的房子的方式诱拐了受害人。
据卡斯特罗的邻居查尔斯称，卡斯特罗是一个非常普通、正常的人，丝毫不会让人联想到他会犯下这种罪行。查尔斯说：“我在这里已经住了一年。我和他一起烧烤，吃肋排什么的，还一起听萨尔萨音乐。完全不知道里面会藏着这些姑娘。他是那种让你看一眼就会忘了的人，因为他看上去很正常。”

### 米歇尔案
米歇尔·奈特（1981年4月23日- ）失踪于2002年8月23日，时年21。她最后出现于一个堂表亲的家中，失踪当天她本应出现在有关于她的儿子的抚养权的法庭上。因为她是成年人，警方不被准许投入过多的警力来调查这起失踪案，有关部门甚至认为她是因为就自己失去了对孩子的抚养权的事情感到生气而故意失踪。因此，在失踪十五个月以后，她的失踪案被FBI从全国案件数据库中移除。

### 阿曼达案
阿曼达·玛丽·贝利（1986年4月22日- ）失踪于2003年4月21日，这是她17岁生日的前一天。她最后出现于她打工的汉堡王门店，并在当天下午八点的时候给她的家人打了个电话，称她正在搭顺风车回家，这是她失踪前最后一次与外界的联系。警方一度认为她是故意失踪（离家出走），直到一周后一名不明男子用她的手机给其母亲打电话称：“阿曼达在我手上，她状态良好并会在几天以内回家。”
与前一案（米歇尔案）不同，本案获得了社会的广泛关注，并被与后一案（吉娜案）关联起来。
2006年12月25日，贝利诞下一名女婴，后经DNA鉴定确认其确系卡斯特罗的女儿。据解救几人的邻居查尔斯·拉姆齐称，这名女孩是四人中唯一一个有一定意义上的行动自由的，因为在与卡斯特罗的交往中，没有任何迹象表明他家有三个女人，但是却可以看到这名女孩的存在。

### 吉娜案

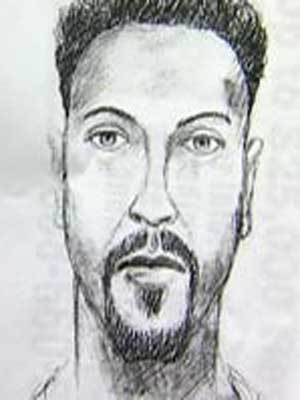
2004年美国联邦调查局（FBI）为吉娜失踪案画的嫌犯肖像

乔治娅·“吉娜”·林恩·德赫苏斯（1990年2月13日- ）失踪时14岁。最后被看到的地点是在放学回家的路上的一间电话亭，时间是2004年4月2日下午3点左右。当时罪犯卡斯特罗与其前妻费觉罗娅的女儿阿琳向其母亲提出请求想要在德赫苏斯家过夜，费觉罗娅拒绝了阿琳的请求，因而阿琳和吉娜两人分开了。 阿琳是最后一个看见她的人。
在她失踪一年后，警方对嫌犯进行了侧写，推测嫌犯是“拉丁裔，25岁至35岁，身高5英尺10英寸（1.78）, 165至185英磅（75至84），绿瞳，山羊胡，可能还有细胡须。根据法庭记录，卡斯特罗的真实身高为5英尺7英寸（1.70），179英磅（81），棕瞳，山羊胡。
德赫苏斯的家人试图发起过公众巡逻活动，以试图找到她，卡斯特罗本人至少参加过两次巡逻活动。
德赫苏斯因为卡斯特罗是自己朋友的父亲而信任了卡斯特罗，坐上卡斯特罗的车，最终被拘禁起来。据卡斯特罗的叔叔表示，卡斯特罗家和德赫苏斯家关系很好，而卡斯特罗对此表示在绑架时并不知道小女孩是德赫苏斯家族的成员。

## 囚禁
米歇尔·奈特被拘禁的头三天，她被捆绑起来，并且不被允许进食。她们一天只能吃一顿饭，一周只能洗两次澡，只能使用不定期清洁的塑料厕具。
奈特告诉警察说卡斯特罗至少让她怀孕五次，每一次都通过暴力殴打的手段让她流产。而奈特的祖母称，卡斯特罗的殴打使奈特的脸部严重变形，需要专业的整容手术才能恢复，并且奈特还损失了一只耳朵的听力。吉娜·德赫苏斯则不认为她怀过孕。
在2006年圣诞节，卡斯特罗强迫奈特给阿曼达·贝利接生，并威胁奈特，如果没让孩子活下来就要杀死奈特。
孩子生下来以后，卡斯特罗偶尔会把孩子带出去，有时会带去拜访自己的母亲，让女孩叫自己“爸爸”，叫他母亲“祖母”。2013年，他还将女孩的一张照片寄给了自己的另一个女儿（与费觉罗娅所生），并称这是他与“另一个女友”所生。

## 获救
2013年5月6日，当卡斯特罗离开家门后，阿曼达·贝利发现他没有锁上“大内门”，当然外面的纱窗门是锁好的。她不敢尝试破开门锁，因为她不确定卡斯特罗是否“在测试她”——卡斯特罗曾经有过故意不锁门的先例，如果谁敢逃跑，他就会狠狠地殴打她。不过贝利能看见邻居，因此她选择大声呼救。
邻居查尔斯·拉姆齐听到了呼救声，并前来帮助贝利。他发现无法打开挡风门，因此将纱窗门下面直接踢坏，踢出一个洞使贝利和她的女儿能爬出来。拉姆齐说贝利告诉他她和她的女儿都被非法拘禁了，因此现在想要向911求助。拉姆齐这时发现自己的手机放在家里，因此他把她带到自己家中，取到手机，最初他想让贝利自己拨打电话，然而贝利不会使用智能手机（她被拘禁了10年），因此他代替贝利呼叫了电话。
警方到达现场后，贝利告诉警方“还有两个人在里面”，于是警方入内解救了米歇尔·奈特和吉娜·德赫苏斯。四人被送往救护中心，贝利和德赫苏斯在第二天出院，而奈特则在四天后（5月10日）才出院。

## 判决

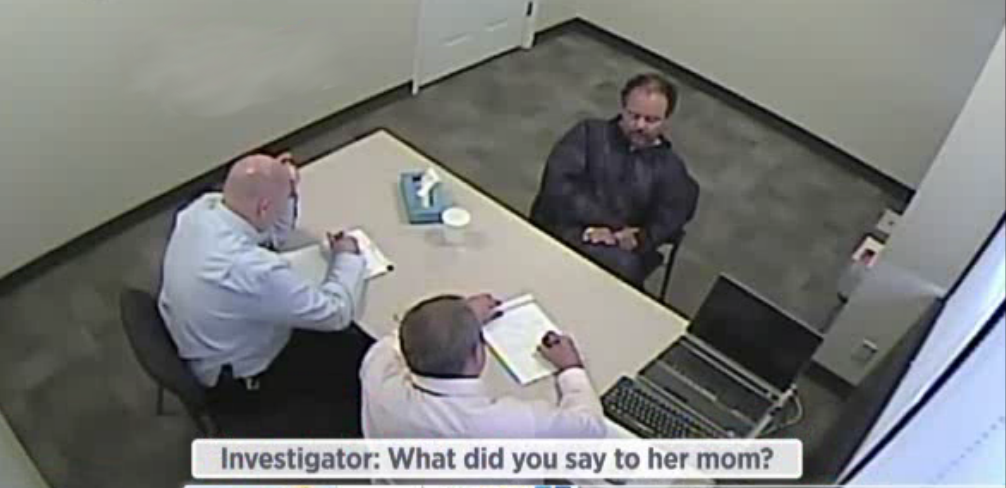
美国联邦调查局审讯录像截图

卡斯特罗于2013年5月6日，即阿曼达·贝利出逃同一日被逮捕，当时他正在当地麦当劳门店与他的两个兄弟谈话。他的两个兄弟也被带走调查，后于9日证明他们没有参与本案而被释放。8日，卡斯特罗被检方正式起诉。
检方初期起诉4项监禁罪和3项强奸罪，总共加起来有10年的有期徒刑，于9日首次开庭。5月14日，卡斯特罗的律师称会进行无罪辩护。
6月7日，进一步的指控传票被交到卡斯特罗手中，这回总共有329项罪名，包括两项严重谋杀罪，是指他给被害人施加的流产手段有谋杀性。据称，以上指控仅包括他在2002年8月至2007年2月的罪行，检察官表示进一步的罪行指控还在调查中，并称会考虑起诉死刑。
6月12日，2007年2月以后的诉讼被正式递交，截至此时，总共有997项罪名，包括512项拘禁；446项强奸；7项一般性侵犯；6项暴力伤害；3项虐待儿童；2项严重谋杀以及1项犯罪工具持有罪。7月17日，卡斯特罗在法庭上对新的罪名继续做无罪辩护。
7月26日，卡斯特罗就977项指控中的937项认罪，作为认罪协商的一部分，他被判处超过1,000年的有期徒刑，不得假释，并且放弃了上诉权。同时他还放弃了自己的财产（据称，卡斯特罗早已认定自己的罪行一定会被发现，并且警方找到了他留下的一张遗书，表示他的财产将如数给予被他绑架的女性），包括房屋，检察官表示会将其拆毁。卡斯特罗表示自己会犯下这些案件是因为自己“冷血”且“性成瘾”。
最终的判决于8月1日下达，如之前所预料，卡斯特罗被判处超过1,000年有期徒刑，不得保释，并且被罚款十万美金。法院没收了他的全部财产并交给当地的凯霍加县政府。正式宣判之前，卡斯特罗做了将近20分钟的陈词，说自己是“一个好人”，“不是一个怪物”，只是拥有性成瘾，并“自年幼就开始自慰，探寻到了其间的真谛”。他声称他从来没有殴打或折磨过受害者，并认为“绝大多数的”与她们的关系性经历是出自“共同意愿”。他就FBI未能及时抓到他的事情时而致歉时而埋怨FBI，并且也指责受害者不应该随便搭乘陌生人的便车，他还坚称几位受害者在与他首次性交时均已不是处女。有时他又变回道歉腔调，说：“我希望她们能看在我们共同相处的时候有不少欢愉的份上发自内心地原谅我。”

## 房屋拆除

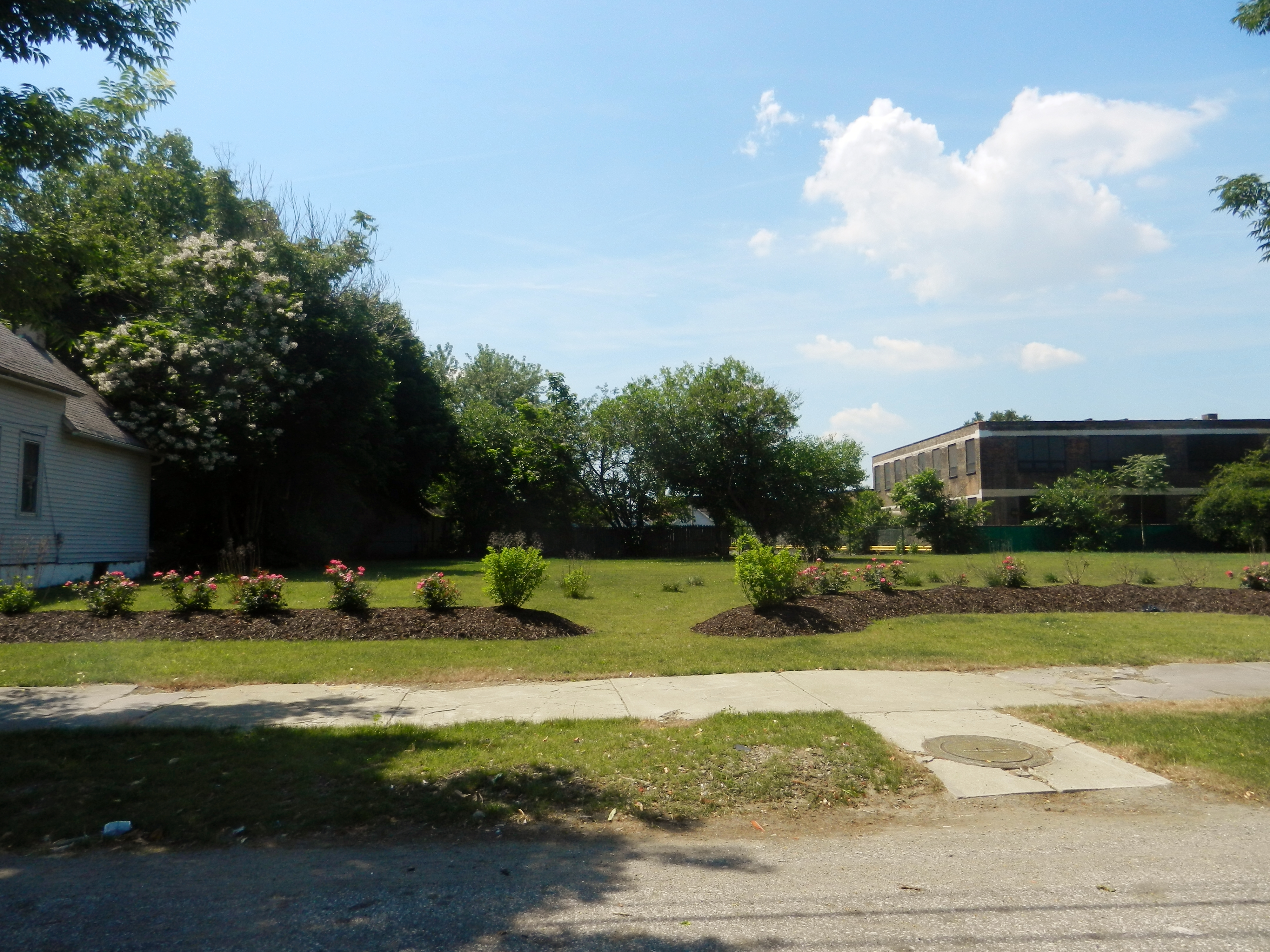
2014年6月原房屋遗址

根据认罪协议，卡斯特罗原来的房子被于2013年8月7日拆毁。拆除过程中，米歇尔·奈特手持黄色气球来到现场以纪念所有失踪儿童。气球被释放升空后，吉娜·德赫苏斯的姑姑亲自使用设备拆毁了房屋。随后亦被在谷歌地图街景上完全抹去。

## 卡斯特罗之死
2013年9月3日傍晚，即被判处终生监禁一个月后，卡斯特罗在俄亥俄州奥莱恩特村的矫正中心被发现使用被单在监狱宿舍内自缢，时年53岁。狱警对他抢救后将其送入医院，不久后被正式宣布死亡。

## 案件细节
- 卡斯特罗家与德赫苏斯家是朋友，而吉娜·德赫苏斯与卡斯特罗的女儿阿琳也是好友，案发当天尚有想要合宿的想法，但是被卡斯特罗前妻、阿琳母亲格瑞米尔达·费觉罗娅拒绝了，两人因此在放学路上分手，导致悲剧发生。卡斯特罗表示，在案发時，不知道吉娜是德赫苏斯家的人。[18][47]
- 卡斯特罗参与过德赫苏斯家人发起的巡逻队，并且至少参与过两次搜救巡逻。[45][46]
- 卡斯特罗的儿子安东尼在2004年作为实习记者报道过德赫苏斯失踪案，并且署名时使用了他父亲的名称。[90][91][92]
- 据安东尼回忆称，在阿曼达·贝利出逃三周前，卡斯特罗曾经问过安东尼他觉得贝利还能不能被找到，安东尼当时说贝利大概已经死了，而卡斯特罗回应道：“真的？你是这么觉得的？”[93]
- 邻居查尔斯·拉姆齐坚持强调称卡斯特罗是一个极其普通的人，无法看出他居然会犯下这种罪行。[24]
- 拉姆齐同时还表示自己见过卡斯特罗与阿曼达·贝利的女儿，但是他误以为那是卡斯特罗的孙女，并且在阿曼达·贝利出逃时，小女孩喊着要爸爸。[24]

## 英雄邻居
住在卡斯特罗家旁边的查尔斯·拉姆齐因为帮助阿曼达·贝利出逃而被国民视为英雄，各界名人纷纷打电话向他致敬，而他由于过于疲惫只能选择性接听了时任美国总统贝拉克·奥巴马的内阁事务秘书丹尼尔·C·格瑞和歌手史努比狗狗的电话。此外，他还被多家知名电视台邀请采访，甚至被邀请去了纽约市。他家也一度被各类人士盯上，寄来信件堆积如山，以至于他不得不去别人家暂住。不仅他的采访影片在YouTube点击过万，根据他的采访视频通过调音的方式制作而成的歌曲“Dead Giveaway!”亦点击量过万，他因坦然的调侃自己的种族遇到的不公待遇——“如果一个白人女性跑来向黑人求助那绝对是她被逼到无路可走了”而给人尤为留下深刻印象。而在此之前他不过是一个当地餐馆的小工，还因顶撞上司被停职两周，正在为自己无力支付当月房租而发愁。
事情发生后，当地的一家汉堡店以他的名字推出了套餐，并且联合当地十余家餐馆授予他终生免费食用汉堡的特权。

## 受害者的余生
判决后，米歇尔·奈特当庭对卡斯特罗说：“你从我的生命中夺去了11年。整整11年的时间我都待在地狱里，而如今你的地狱开始了。我会从头开始，跨过过去的折磨，而你自此将永临地狱中。此后每一天，我们都可以回忆起11年来你在我身上犯下的罪行……我会饶恕你，但我永远不会忘记。”
2013年7月9日，三名受害者一起发布了一段影片，以感谢社会上的支持。视频发布前，一个相关的基金会已经为几人募集到了105万美元。
据一名为阿曼达·贝利和吉娜·德赫苏斯服务的律师表示，她们两人“仍强烈的想保有隐私”，因此没做好向媒体披露更多自己被困时收到的暴力的细节。奈特则在获得自由一年后接受了杂志的专访，披露了一定的细节。她获救后，已经通过法律途径将自己的名字改成了莉莉·罗斯·李，并且还纹了许多遮伤纹身。她告诉公众她的儿子在她被囚禁期间已被养父母收养，她打算去探望儿子，但又不想给他太大的惊吓，因此打算等到他成年后再去告知他真相。她还计划想要开一家饭店并能够结婚（最后她在2015年5月结了婚）。由于被拘禁期间遭受的虐待导致她不大有可能再生孩子，因此她还打算领养孩子。她甚至希望在日后能与贝利和德赫苏斯重新团聚，不过眼前还是打算先专注于自己的生活。
2015年5月27日，贝利与德赫苏斯一同被约翰·马绍尔中学授予荣誉学位。
2018年3月，德赫苏斯开始为安珀警报提供志愿者服务，照料被解救的俄州东北部被虐待儿童，并且仍与奈特一家保持联络。
2017年2月6日，贝利加入当地的WJW电视节目，负责播报俄州东北部失踪人口的反复插播片段。2019年4月25日，贝利与解救他的查尔斯·拉姆齐重聚，并接受了一场由福克斯8号台播放的采访。